# Imbersago
Imbersago is een gemeente in de Italiaanse provincie Lecco (regio Lombardije) en telt 2103 inwoners (31-12-2004). De oppervlakte bedraagt 3,1 km², de bevolkingsdichtheid is 645 inwoners per km².

## Demografie
Imbersago telt ongeveer 869 huishoudens. Het aantal inwoners steeg in de periode 1991-2001 met 9,7% volgens cijfers uit de tienjaarlijkse volkstellingen van ISTAT.
| Jaar | Inwoneraantal |
| ---- | ------------- |
| 1991 | 1756          |
| 2001 | 1926          |

## Geografie
De gemeente ligt op ongeveer 249 m boven zeeniveau.
Imbersago grenst aan de volgende gemeenten: Calco, Merate, Robbiate, Villa d'Adda (BG).

## Galerie

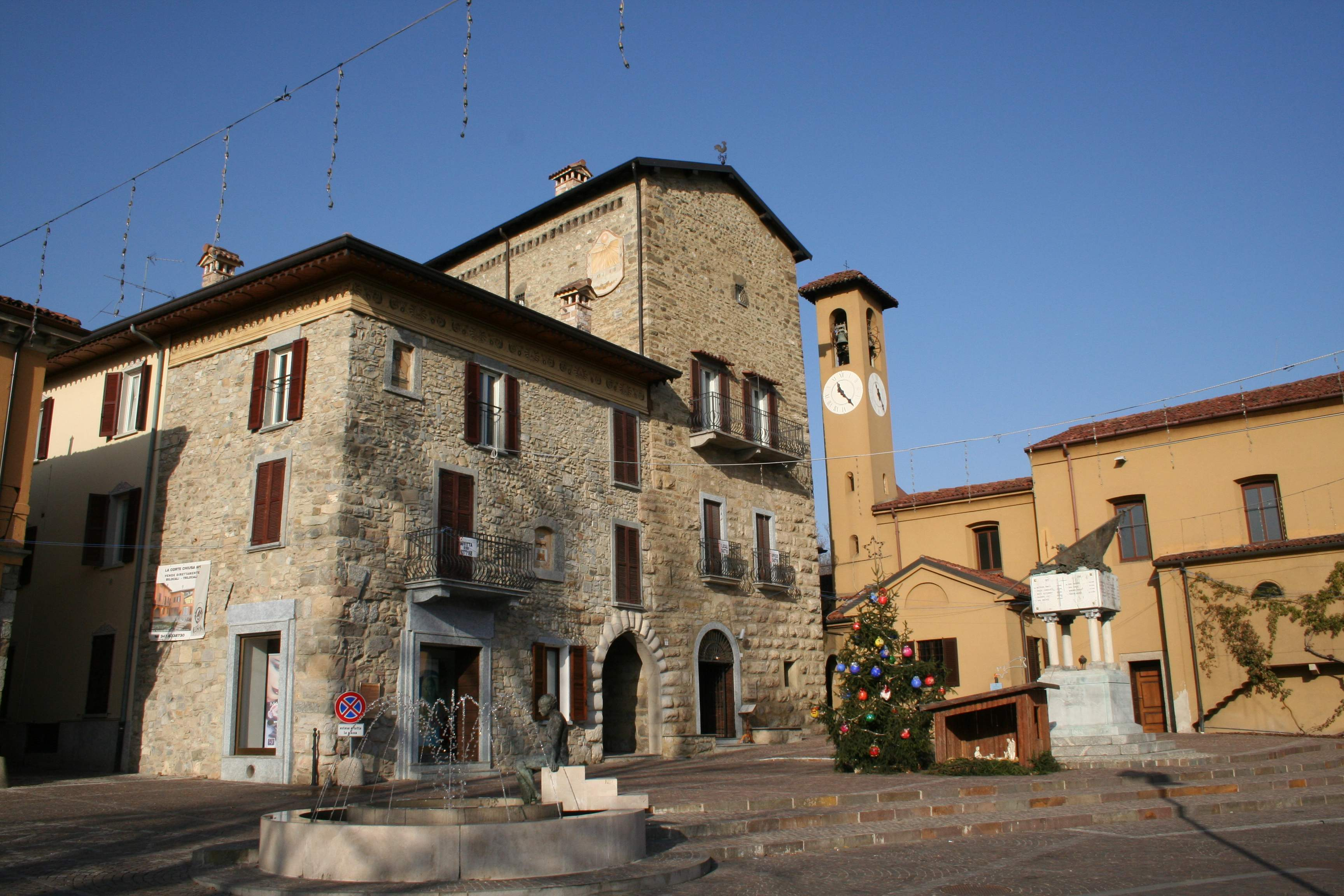
Belangrijkste plein van Imbersago, gewijd aan Giuseppe Garibaldi
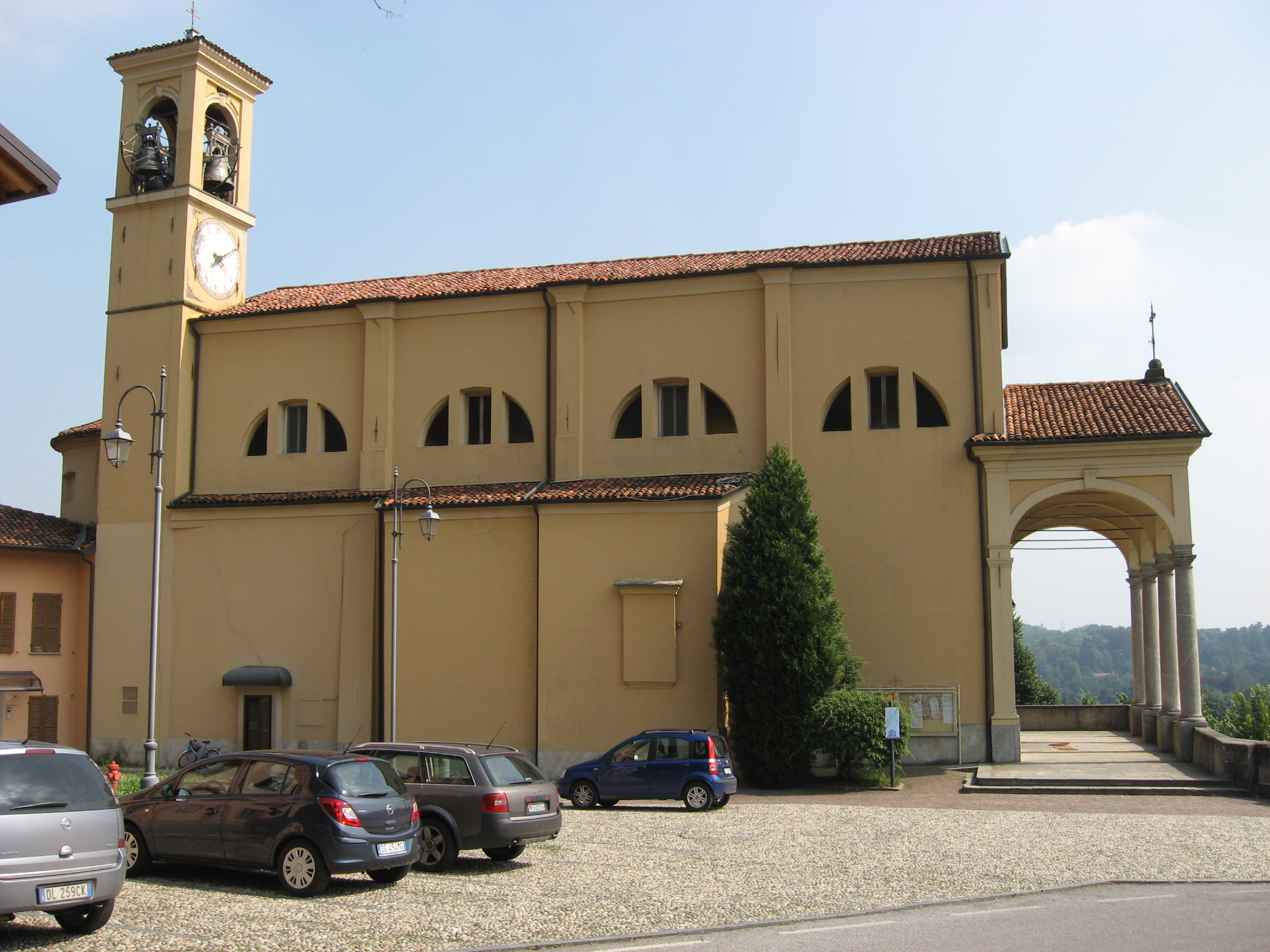
Church of San Marcellino e Petrus
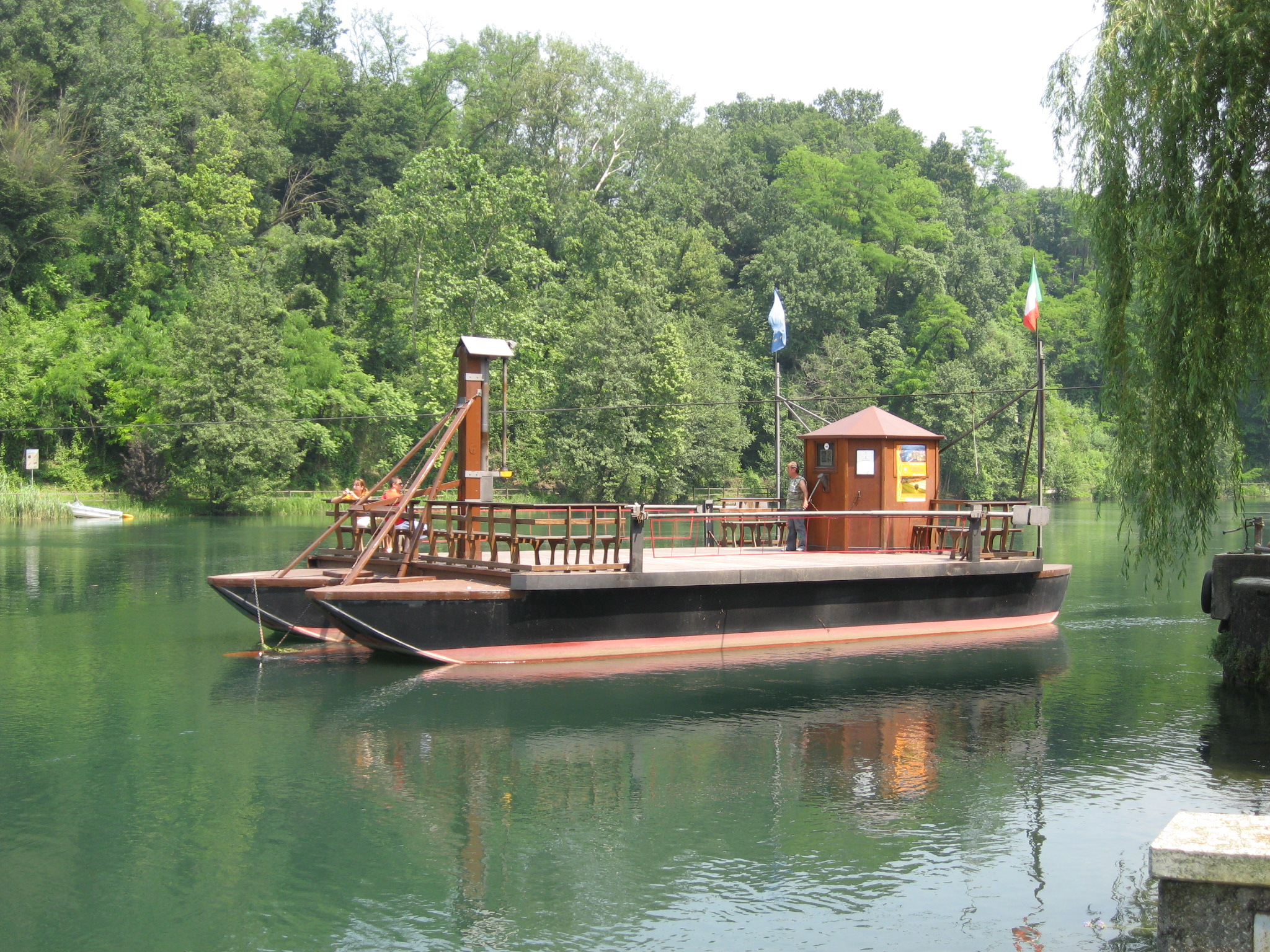
De Traghetto di Leonardo is een boot uitgevonden door Leonardo da Vinci
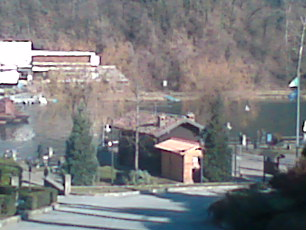
Adda River in Imbersago
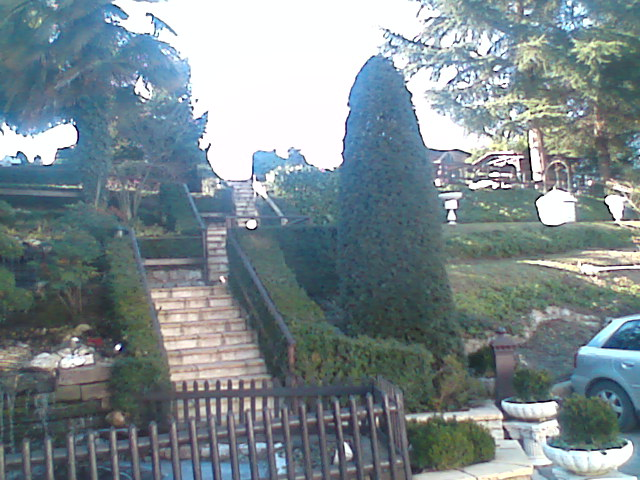
Een tuin in Imbersago
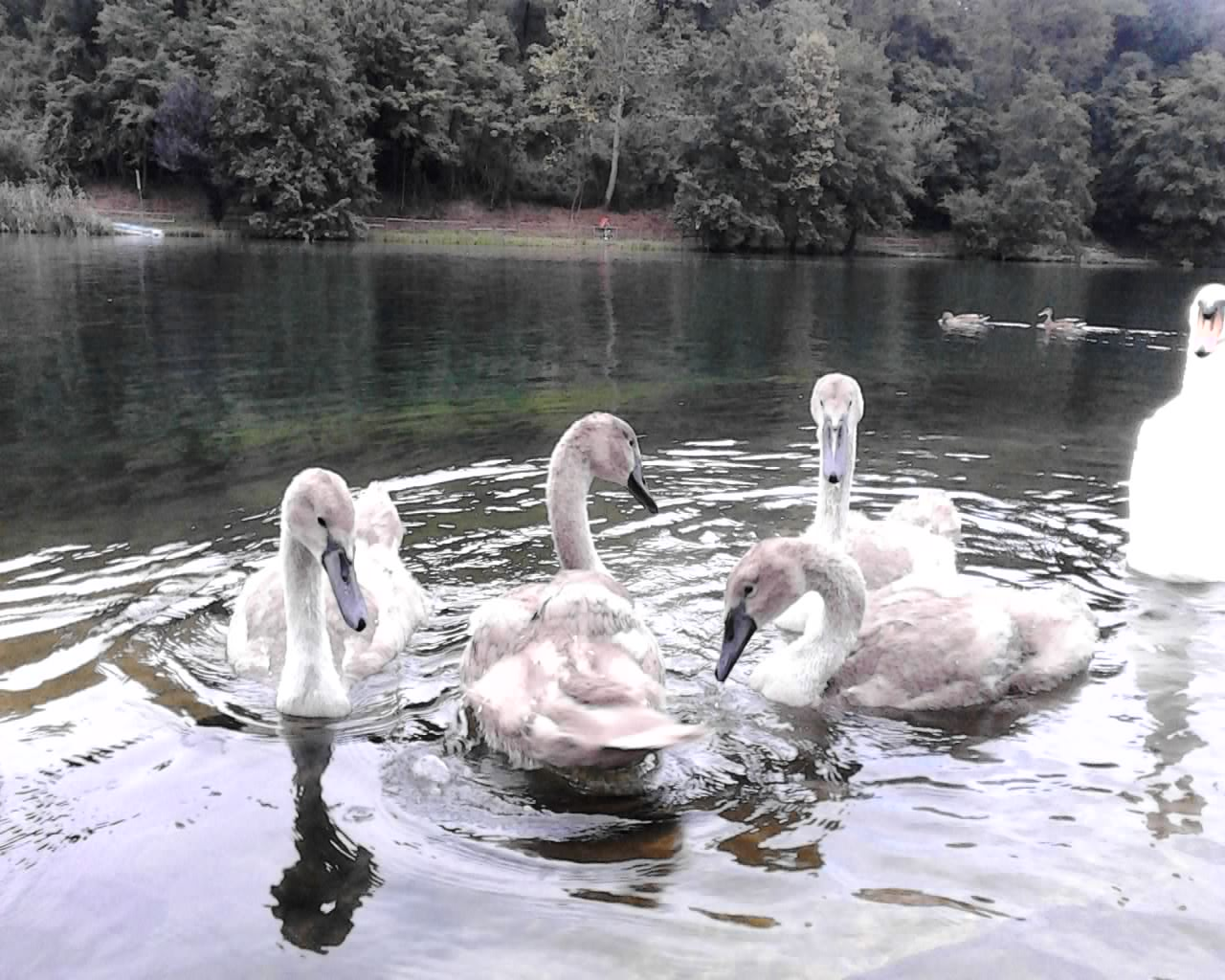
Een kolonie van zwanen